# ديفيد ويلموت (ممثل)
ديفيد ويلموت (بالإنجليزية: David Wilmot)‏ (و. القرن 20  م) هو ممثل، وممثل مسرحي، وممثل أفلام، وممثل تلفزي أيرلندي، ولد في دبلن.

## جوائز وترشيحات
حصل على جوائز منها:
- نيشان الفنون والآداب من رتبة قائد (17 يناير 2013)[6]
- جائزة المنافسة العامة  [لغات أخرى]‏ (1946)

ترشح لـ:
جائزة توني لأفضل ممثل في مسرحية ‏ (2006).

## وصلات خارجية
- ديفيد ويلموت على موقع IMDb (الإنجليزية)
- ديفيد ويلموت على موقع قاعدة بيانات الأفلام العربية
- ديفيد ويلموت على موقع ألو سيني (الفرنسية)
- ديفيد ويلموت على موقع ميوزك برينز (الإنجليزية)
- ديفيد ويلموت على موقع أول موفي (الإنجليزية)
- ديفيد ويلموت على موقع قاعدة بيانات برودواي على الإنترنت (الإنجليزية)
- ديفيد ويلموت على موقع قاعدة بيانات الأفلام السويدية (السويدية)
- ديفيد ويلموت على موقع قاعدة بيانات الفيلم (الإنجليزية)
- ديفيد ويلموت على موقع كينوبويسك (الروسية)